# Zef Shiroka
Zef Shiroka (Shkodra, 1895. március 29. – Shkodra, 1969. június 15.) albán üzletember, politikus, 1943-ban rövid ideig Albánia ipari és kereskedelmi minisztere.

## Életútja
Shkodrai születésű üzletember volt, aki portlandcementgyára mellett cigaretta és elektronikai készülékek kereskedelmével is foglalkozott, ezek révén kiterjedt olaszországi üzleti kapcsolatokkal rendelkezett. Albánia 1939. áprilisi olasz annexióját követően kapcsolatait felhasználva bekerült a politikai  életbe. 1942-ben a prizreni élelmezési kormánybizottság élére nevezték ki. Feladata elvégzését követően szülővárosa, Shkodra polgármestere lett, majd Maliq Bushati kormányában, 1943. február 12-e és április 28-a között államtitkári rangban az ipari és kereskedelmi tárcát vezette. 1945 áprilisában a háborús bűnösök és a „nép ellenségei” felett ítélkező kommunista különbíróság tizenöt évi börtönbüntetésre ítélte.